# Veruda
 Ovo je glavno značenje pojma Veruda. Za otok smješten u istoimenom zaljevu na jugu Pule pogledajte Veruda (otok).
Veruda je gradska četvrt i jedan od mjesnih odbora Grada Pule. Mjesni odbor Veruda obuhvaća područje gradskih četvrti Veruda, Valsaline i gradskih turističkih predjela Monsival, Saccorgiana i Verudella smještenih na površini od 1,807.715 m² na kojem živi 5.698 stanovnika. Gustoća naseljenosti iznosi 3152,0 st./km².
Gradska četvrt Veruda sa sjeverozapada je ograničena Sv. Polikarpom, sa sjeveroistoka Monte Rizzijem, s istoka Vidikovcem, s jugoistoka Novom Verudom, s juga Valsalinama, a s jugozapada i zapada Sisplacom.
Na Verudi se nalazi ŠRC Uljanik Veruda, nogometno igralište NK Istre 1961. Ogranak Gradske knjižnice i čitaonice Pula otvoren je na Verudi 1977. godine.

## Povijest
Južni dijelovi grada postupno zadobivaju karakter rezidencijalnih četvrti. Iznimno plodno područje s manjim gospodarskim sklopovima i poljoprivrednim zemljištem od postojane je važnosti za novi izgled ovog dijela grada: 1869. godine sagrađena je prva ladanjska kuća na Verudi okružena prostranim perivojem (Palladiova ul. 8) projektanta i vlasnika Gustava Meÿera (potom u vlasništvu Aloisa Thorscha); 1894. godine preuređuje se Stanza Lombardo u luksuznu vilu novih vlasnika, a na mjestu Stanze Carrara gradi se reprezentativno zdanje obitelji von Kloss (Villa Idola, 1914.). Na obodnicama povijesne komunikacije Limido lungo di Veruda (Tommasinijeva ulica) formira se elitna četvrt. Krajem 19. stoljeća sagrađeno je dvadesetak vila na regulacijskim pravcima Negrijeve, Budicinove i Tommasinijeve ulice. Ni nakon Schwarzova regulatornog plana (1901.), koji je na Verudi predviđao dvadesetak gusto strukturiranih blokova s kućama u nizu, ništa se neće promijeniti. Do 1912. godine izgrađeno je pedesetak vila. Ubrzo im se broj udvostručio, što je potaklo izradu novog regulacijskog plana Verude, koji potpisuje Guido Brass 1914. godine. Novi plan je predviđao iskorak prema Valsalinama s pravilnim rasterom unutar blokova i rahlom strukturom samostojećih vila.
Godine 1884. na spoju gradskih četvrti Sv. Polikarp i Veruda započeta je gradnja velikog kompleksa Domobranske vojarne (Landwehr Kaserne), dovršavane u etapama (1886., 1892., 1896.), ali nikad dovršene u cijelosti. Uz tri dovršene zgrade projekt je predviđao i bolnicu, do čije realizacije nije došlo. Ovaj kompleks danas je poznatiji kao bivša vojarna "Karlo Rojc", sjedište brojnih udruženja za promicanje kulture, umjetnosti, glazbe itd.